# 발코니

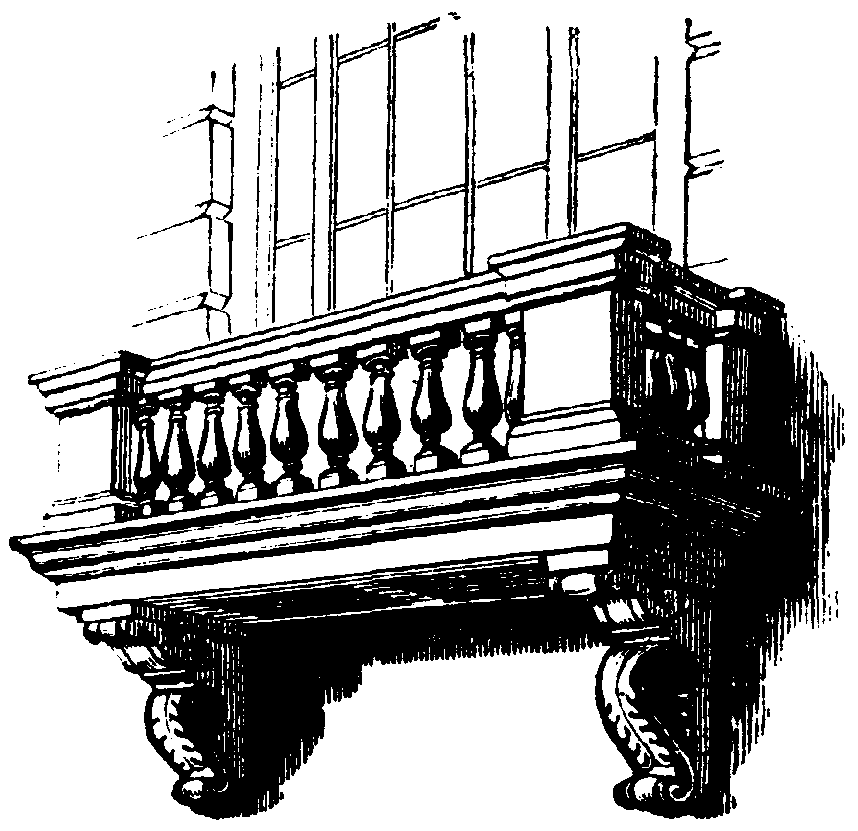

발코니(노대; 영어: balcony)의 어원은 이탈리아어 balcone, scaffold, 독일의 고어 balcho, beam, balk, 페르시아의 bālkāneh나 더 오래된 파생어인 pālkāneh 등으로 추정된다.

극장에서 발코니는 무대 옆 특별 관람석을 통칭했다. 그러나 지금은 2층 특별석 위, 최상층 관람석 아래의 좁은 관람석들을 일컫는다.

건축에서 '발코니'(노대)는 2층 이상 건축물에서 건물 벽면 바깥으로 튀어나온 외팔보 구조(cantilever;한 쪽 끝만 고정되어 그 쪽에서만 힘을 받는 구조)를 가지며, 난간이나 낮은 벽으로 둘러싸인 뜬 바닥으로 상부 지붕 또는 천장은 없는 곳을 말한다.(하지만 한국 '건축법'에서는 조금 달리 규정하고 있다.)

## 같이 보기
- 로지아(Loggia) - 한쪽이 트인 회랑(주랑)
- 바닥, 데크(Deck) - 평평하게 넓이를 이룬 부분
- 현관, 포치(Porch) - 건물의 출입문이나 건물에 붙이어 따로 달아 낸 문간